# 2001 في الدنمارك
فيما يلي قوائم الأحداث التي وقعت خلال عام 2001 في الدنمارك.

## سياسة

### تعيين في المنصب
- 27 نوفمبر – أندرس فوغ راسموسن رئيس وزراء الدنمارك.
- 27 نوفمبر – لارس لوكه راسموسن وزير الداخلية الدنماركي.

### انتهاء فترة المنصب
- 27 نوفمبر – بول نيروب راسموسين رئيس وزراء الدنمارك.
- 27 نوفمبر – فرانك جنسن وزير العدل [الإنجليزية]‏.

## أفلام
من الأفلام التي صدرت هذه السنة في الدنمارك:
- 10 فبراير – إجاصة دون من إخراج آر. دي. روب.

## وفيات

### مارس
- 8 مارس – بنت هانسن (مواليد 1933) لاعب كرة قدم دنماركي.